# Luiz Maroul
Luiz Maroul es un deportista hondureño que compitió en judo. Ganó una medalla de bronce en el Campeonato Panamericano de Judo de 2002, en la categoría abierta.

## Palmarés internacional
| Campeonato Panamericano | Campeonato Panamericano         | Campeonato Panamericano | Campeonato Panamericano |
| Año                     | Lugar                           | Medalla                 | Categoría               |
| ----------------------- | ------------------------------- | ----------------------- | ----------------------- |
| 2002                    | Santo Domingo (Rep. Dominicana) | Medalla de bronce       | Abierta                 |